# Ian Reed Kesler
Ian Reed Kesler (ur. 13 lutego 1977 w Birmingham) – amerykański aktor.

## Filmografia
- The Finder (2012) jako Ira Messing
- U nas w Filadelfii (2011) jako Tim Murphy
- Z kopyta (2011) jako Sensei Ty
- Trawka (2011)
- Politics of Love (2011) jako Brent Murphy
- Love Bites (2011) jako Tommy
- Franklin & Bash (2011) jako Greg Morrow
- CSI: Kryminalne zagadki Las Vegas (2011) jako Vince Trufant
- Extremely Used Cars: There Is No Hope (2011) jako Justin Rhoads
- Sons of Tucson (2010) jako Shawn
- Castle (2010) jako Hugo Morrison
- Poniżej pasa (2010) jako Craig
- True Jackson (2010) jako Stu
- Ja w kapeli (2010) jako Stu Littwin
- Medium (2010) jako pan Teefers
- Night and Day (2010) jako Sparks
- Agenci NCIS (2009) jako Policyjny Oficer Howard Shelly
- Zeke i Luther (2009) jako Johnnie Lee Onion
- Dark House (2009) jako Reed
- Powrót do życia (2009) jako Ian Ryker
- 500 dni miłości (2009) jako Douche
- Szpital miejski (2008) jako Eric Holt
- Bez śladu (2008) jako Brent Lamb
- Finish Line (2008) jako Tony 'Gooch' Guccine
- Kości (2008) jako Chris Calabasa
- Teraz ty! (2008) jako Dennis
- Stone & Ed (2008) jako Preston "Stone" Schwartz
- The Loop (2006–2007) jako Derek Tricolli
- Lake Placid 2 (2007) jako Thad Sanders
- The Hill (2007) jako Jason
- CSI: Kryminalne zagadki Nowego Jorku (2006) jako Ryan Elliott
- Dirtbags (2006) jako Garrigan
- Raw Footage (2005) jako Ethan
- Poster Boy (2004) jako Skip Franklin
- Full Spectrum Warrior (2004) jako Picoli (głos)
- Babski oddział (2003) jako John
- The O’Keefes (2003) jako Cameron
- Ptaki nocy (2003) jako Chris Cassius
- CSI: Kryminalne zagadki Miami (2002) jako Ned Sante
- Prawo i bezprawie (1999) jako Jimmy G